# Drepanoneura donnellyi
Drepanoneura donnellyi is een libellensoort uit de familie van de Protoneuridae, onderorde juffers (Zygoptera).
De wetenschappelijke naam van de soort is voor het eerst geldig gepubliceerd in 2008 door von Ellenrieder & Garrison.